# The Ultra-Violence
The Ultra-Violence é o álbum de estreia da banda norte-americana de thrash metal Death Angel, lançado em 1987. O álbum foi gravado quando todos os integrantes tinha menos de 20 anos, com o baterista Andy Galeon possuindo apenas 14. 

## História
Formada na conhecida Bay Area de São Francisco por garotos de família com origem nas Filipinas, o Death Angel entrou logo com o primeiro álbum para a lista das principais bandas do thrash metal ao lado de grandes nomes do estilo, como Exodus, Metallica, Slayer,  Anthrax, Megadeth e Testament.
Uma parte da faixa-título  "The Ultra-Violence"  pode ser ouvida em um comercial de Carl's Jr. de Jalapeño Turkey Burger. [carece de fontes?]
O título do álbum pode ser uma referencia ao filme A Clockwork Orange de Stanley Kubrick. [carece de fontes?]
O riff inicial da canção "The Ultra-Violence" é inspirado pelo riff principal da canção Tubular Bells de Mike Oldfield, usada como tema do filme de terror O exorcista. [carece de fontes?]

## Faixas
1. "Thrashers" – 7:12
2. "Evil Priest" – 4:54
3. "Voracious Souls" – 5:39
4. "Kill as One" – 4:59
5. "The Ultra-Violence" – 10:33 (Instrumental)
6. "Mistress of Pain" – 4:04
7. "Final Death" – 6:03
8. "I.P.F.S." – 1:56

## Formação
- Mark Osegueda - Vocal
- Rob Cavestany - Guitarra
- Gus Pepa - Guitarra
- Dennis Pepa - Baixo
- Andy Galeon - Bateria